# Rijksbeschermd gezicht Wijk bij Duurstede
Gezicht Wijk bij Duurstede is een van rijkswege beschermd stadsgezicht in Wijk bij Duurstede in de Nederlandse provincie Utrecht. De procedure voor aanwijzing werd gestart op 27 december 1978. Het gebied werd op 12 oktober 1982 definitief aangewezen. Het beschermd gezicht beslaat een oppervlakte van 50,3 hectare.
Panden die binnen een beschermd gezicht vallen krijgen niet automatisch de status van beschermd monument. Wel zal de gemeente het bestemmingsplan aanpassen om nieuwe ontwikkelingen in het gebied te reguleren. De gezichtsbescherming richt zich op de stedenbouwkundige en cultuurhistorische waardering van een gebied en wil het toekomstig functioneren daarvan veiligstellen.